# هموفیلی ای
هموفیلی اِی (Haemophilia A) یک نقص ژنتیکی در فرایند تولید فاکتور انعقادی هشت در بدن است که باعث افزایش دفعات و شدت خونریزی می‌شود و معمولاً مردان را مبتلا می‌کند. این نقص، در اکثر موارد، با وراثت وابسته به X مغلوب، به ارث می‌رسد. علاوه بر این، مواردی نیز وجود دارد که این بیماری، ناشی از بروز جهش‌های خودبه‌خودی است.
داروی فاکتور هشت می‌تواند برای درمان و پیشگیری از خونریزی در افراد مبتلا به هموفیلی اِی استفاده شود.

## نشانه‌ها
یکی از نشانه‌های هموفیلی اِی، خونریزی‌های مکرر داخلی یا خارجی است. افراد مبتلا به هموفیلی شدید، از خونریزی‌های مکرر رنج می‌برند، در حالی که افراد مبتلا به هموفیلی خفیف، معمولاً علائمی جزئی‌تر به جز پس از جراحی یا ترومای حاد تجربه می‌کنند. بیماران هموفیلی متوسط نیز علائم متغیری دارند که بین مشکلات شدید و خفیف متغیر است.

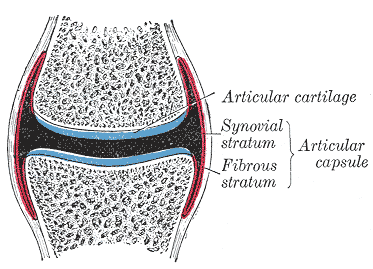
کپسول مفصلی

خونریزی طولانی‌مدت، پس از یک خونگیری سیاهرگی یا یک آسیب کوچک پوستی، از نشانه‌های اولیه و معمول هموفیلی است. در افرادی که هموفیلی متوسط یا خفیف دارند، هرگونه ضربه‌ای می‌تواند منجر به خونریزی جدی شود. خونریزی ممکن است در هر جایی از بدن رخ دهد. خونریزی‌های سطحی مانند خونریزی‌های ناشی از ساییدگی، یا پارگی‌های کم‌عمق ممکن است طولانی شوند و خون لخته‌شده در ناحیهٔ آسیب، ممکن است به راحتی به‌دلیل کمبود فیبرین، شکسته شده که این اتفاق، ممکن است باعث خونریزی مجدد شود. خونریزی‌های سطحی در مبتلایان، می‌توانند مشکل‌ساز شوند اما، برخی از خونریزی‌ها در برخی از نواحی بدن و اندام‌ها، جدی‌تر است. این نواحی، عبارت‌اند از:
- مفاصل
- ماهیچه‌ها
- دستگاه گوارش
- مغز

خونریزی در مفاصل و خونریزی عضلانی، از نشانه‌های معمول هموفیلی هستند، در حالی که خونریزی در دستگاه گوارش و خونریزی مغزی به دیگر اختلالات انعقادی خون مربوط هستند. خونریزی مفصلی اگرچه معمولاً تهدیدکنندهٔ زندگی نیست اما یکی از جدی‌ترین علائم هموفیلی است. خونریزی‌های مکرر در کپسول مفصلی می‌تواند باعث آسیب دائمی و تغییر شکل مفصل شود که منجر به التهاب مفصل مزمن و ناتوانی در حرکت می‌شود. آسیب مفاصل، نتیجه وجود خون در کپسول مفصلی نیست، بلکه در نتیجهٔ روند بهبودی خونریزی، بروز پیدا می‌کند. وقتی خون در مفصل توسط آنزیم‌های بدن تجزیه می‌شود، استخوان آن ناحیه نیز تحلیل می‌رود و درد زیادی بر فرد مبتلا وارد می‌کند.

## ژنتیک

وراثت وابسته به X مغلوب

هموفیلی ای، به‌صورت وراثت وابسته به X مغلوب به ارث می‌رسد. در مردان و در زنان هموزیگوت (که فقط در دختران یک مرد مبتلا به هموفیلی و یک زن ناقل یا مبتلا به هموفیلی، امکان‌پذیر است) رخ می‌دهد. با این حال، هموفیلی ای خفیف، در زنان هتروزیگوت به دلیل پدیدهٔ غیرفعال‌سازی کروموزوم ایکس نیز رخ می‌دهد، بنابراین توصیه می‌شود که سطح فاکتور هشت و فاکتور نه در همه ناقلین شناسایی‌شده یا بالقوه، قبل از عمل‌های جراحی و در مشاهدهٔ خونریزی‌های قابل توجه، اندازه‌گیری و بررسی شود.
حدود ۵ تا ۱۰ درصد از افراد مبتلا به هموفیلی ای، یک نسخهٔ ناکارآمد از پروتئین فاکتور هشت را می‌سازند، سایر مبتلایان به دلیل تولید ناکافی فاکتور ۹ (کمبود کمی) تحت تأثیر این عارضه قرار می‌گیرند.
اگرچه آزمایش‌های ژنتیکی برای آزمایش اعضای خانواده پس از شناسایی یک مورد مبتلا به هموفیلی در خانواده، توصیه می‌شود ولی از آن‌جا که هر دو شکل هموفیلی می‌توانند توسط جهش‌های مختلف ایجاد شوند، تشخیص اولیه و طبقه‌بندی، با اندازه‌گیری فعالیت پروتئینی در افراد، به جای آزمایش‌های ژنتیکی انجام می‌شود. تقریباً ۳۰ درصد از بیماران، سابقه خانوادگی ندارند و بیماری آن‌ها احتمالاً ناشی از وقوع جهش‌های جدید است.

## تشخیص

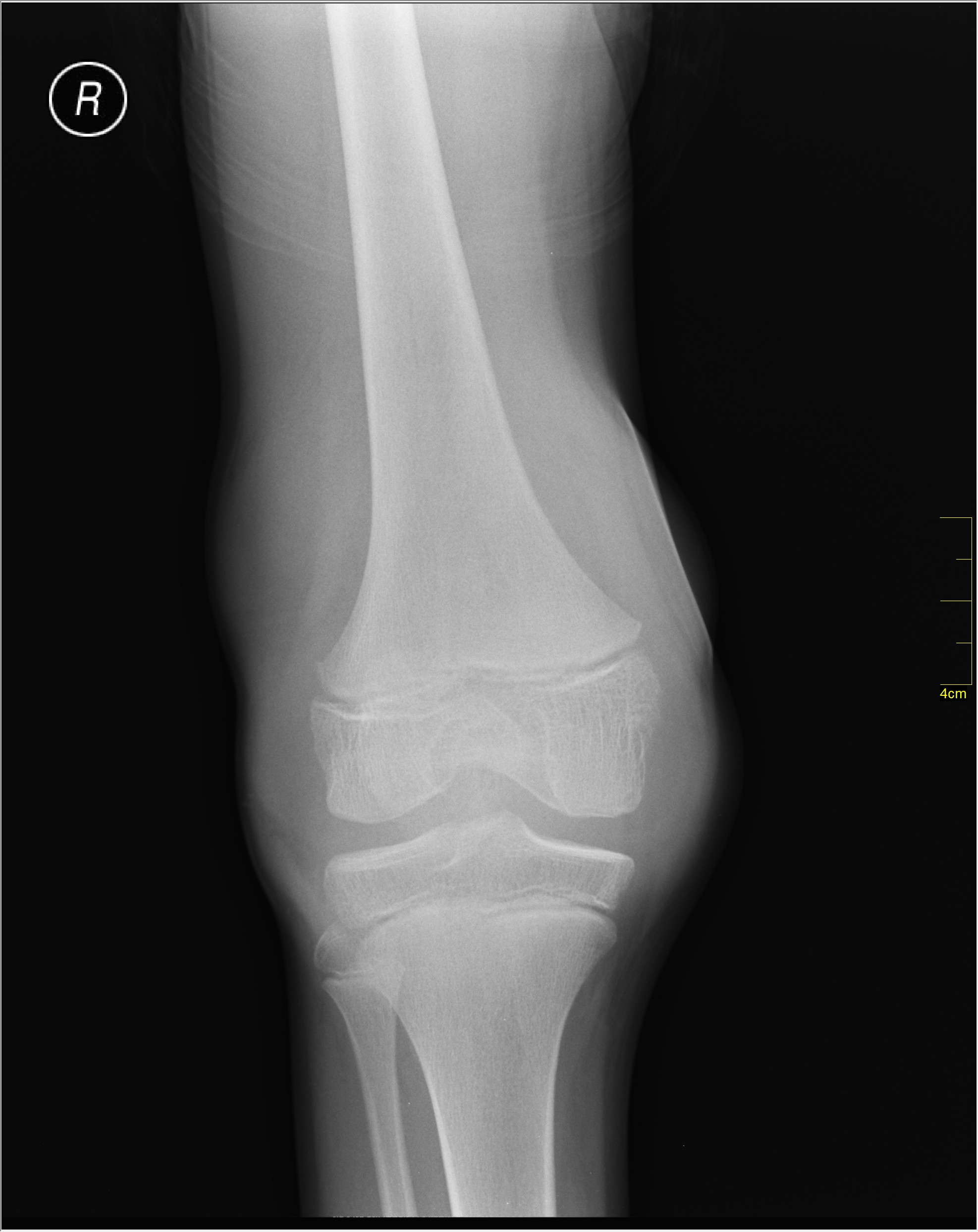
هموآرتریت در تصویربرداری اشعه اکس

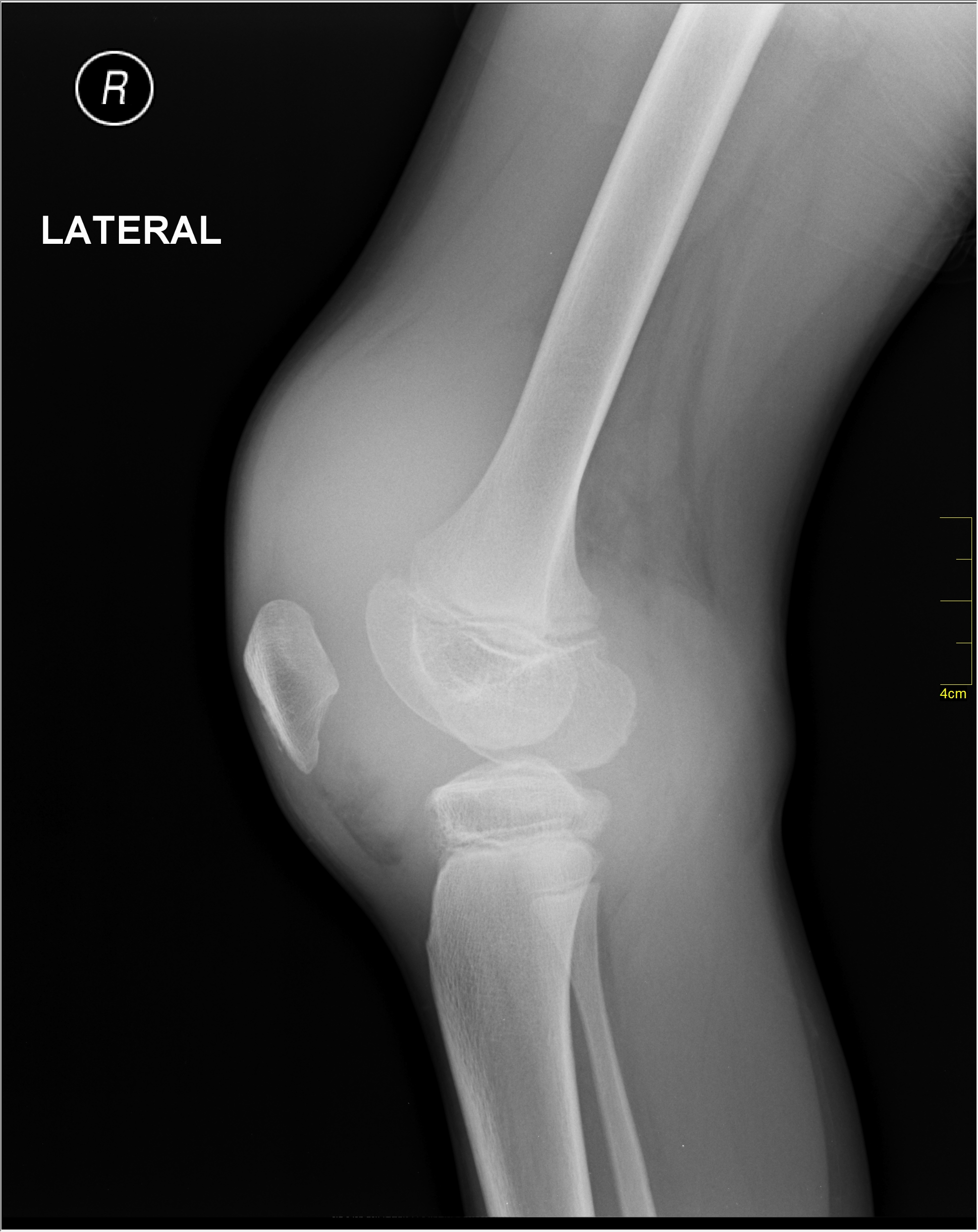
همارتروزیس در نمای جانبی

تشخیص هموفیلی ای ممکن است با افزایش زمان نسبی ترومبوپلاستین (PTT) همراه باشد. این روش آزمایش، نخستین آزمایش خون است که برای تشخیص هموفیلی در افراد مشکوک به ابتلا، انجام می‌شود. معمولاً سابقه خانوادگی در ابتلا به این بیماری وجود دارد اما این موضوع، یک اصل همیشگی نیست.
اخیراً آزمایش‌های ژنتیکی برای تعیین خطر ابتلا یا انتقال هموفیلی ای توسط افراد، در دسترس قرار گرفته‌است. سطح فاکتور هشت معمولاً در طول زندگی فرد تغییر نمی‌کند. افراد مبتلا به هموفیلی خفیف نیز، جز در موارد ترومای حاد، مانند کشیدن دندان، یا جراحی، اغلب خونریزی‌های کمی را تجربه می‌کنند یا اصلاً خونریزی ندارند.

## درمان

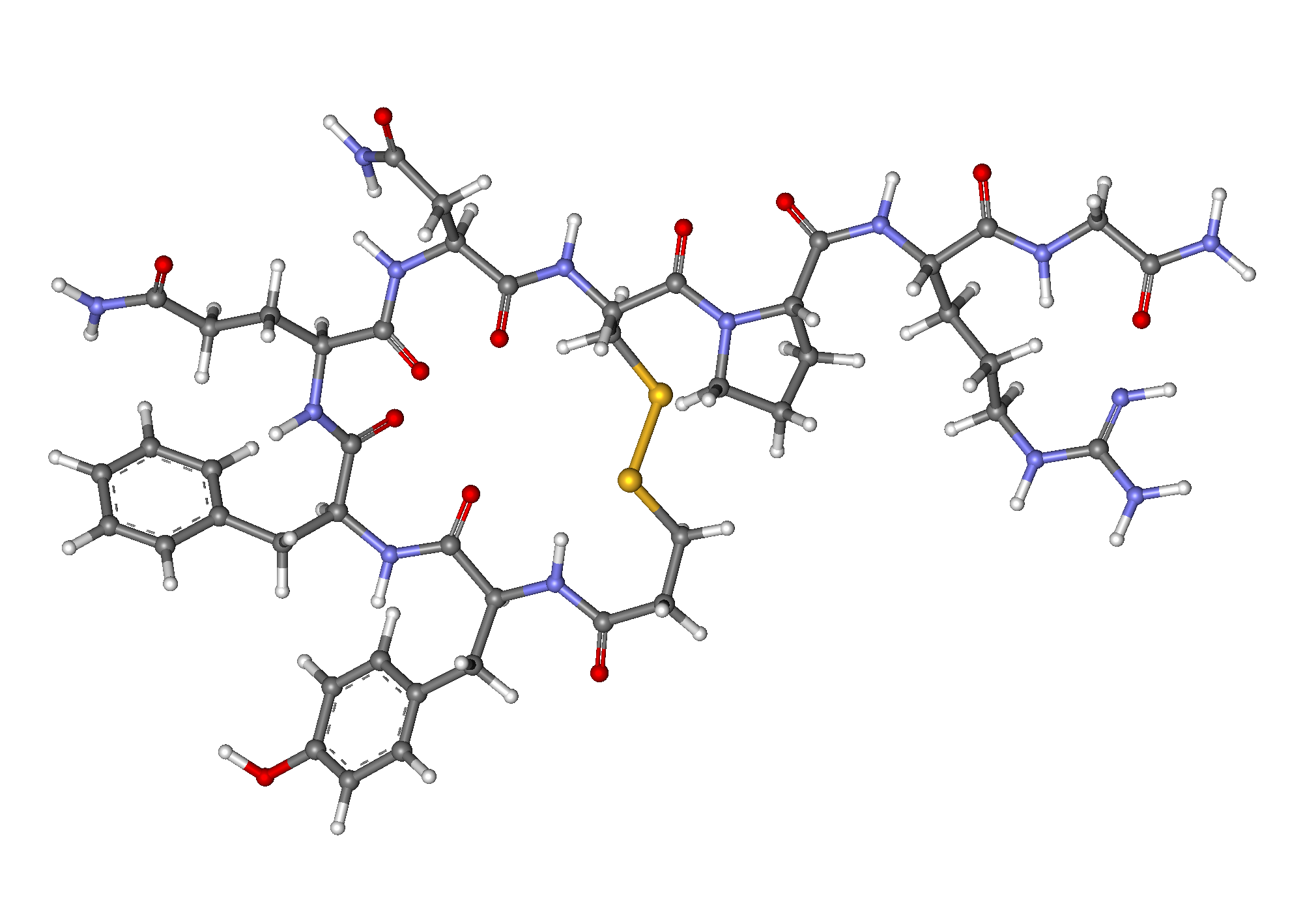
دسموپرسین

اکثر افراد مبتلا به هموفیلی شدید، نیاز به تزریق فاکتور ۸ نوترکیب یا استحصال‌شده از پلاسمای خون دارند. روش‌های درمان پیشگیرانه، با توجه به شرایط، بسیار متغیر است و برای هر بیمار، به‌صورت جداگانه تعیین می‌شود. وضعیت بیماران مبتلا به هموفیلی خفیف، اغلب با استفاده از داروی دسموپرسین، که آزادکنندهٔ فاکتور هشت رسوب‌کرده در دیواره رگ‌های خونی است، مدیریت می‌شود.

### ژن درمانی
در دسامبر ۲۰۱۷، گزارش شد که پزشکان، از روش جدیدی از ژن‌درمانی برای درمان هموفیلی ای، استفاده کرده‌اند.

### آنتی‌بادی‌های مونوکلونال
آنتی‌بادی مونوکلونال با نام تجاری Emicizumab توسط سازمان غذا و داروی آمریکا در سال ۲۰۱۷ برای درمان هموفیلی ای تأیید شده‌است.

## همه‌گیرشناسی
هموفیلی اِی تقریباً با نسبت یک مورد ابتلا در هر ۵٬۰۰۰ مرد، رخ می‌دهد. این در حالیست که بروز هموفیلی بی در جمعیت مردان، یک مورد در هر ۳۰٬۰۰۰ نفر است. به‌طور کلی، ۸۵٪ از مبتلایان، هموفیلی ای و ۱۵٪ از آن‌ها هموفیلی بی دارند.

## مطالعهٔ بیشتر
- Casana, P.; Cabrera, N.; Cid, A. R.; Haya, S.; Beneyto, M.; Espinos, C.; Cortina, V.; Dasi, M. A.; Aznar, J. A. (2008-07-01). "Severe and moderate hemophilia A: identification of 38 new genetic alterations". Haematologica (به انگلیسی). 93 (7): 1091–1094. doi:10.3324/haematol.12344. ISSN 0390-6078. PMID 18403393.
  - Collins, Peter; Baudo, Francesco; Huth-Kühne, Angela; Ingerslev, Jørgen; Kessler, Craig M; Castellano, Maria E Mingot; Shima, Midori; St-Louis, Jean; Lévesque, Hervé (7 June 2010). "Consensus recommendations for the diagnosis and treatment of acquired hemophilia A". BMC Research Notes. 3: 161. doi:10.1186/1756-0500-3-161. ISSN 1756-0500. PMC 2896368. PMID 20529258.
- Coppola, Antonio; Windyga, Jerzy; Tufano, Antonella; Yeung, Cindy; Di Minno, Matteo Nicola Dario (9 February 2015). "Treatment for preventing bleeding in people with haemophilia or other congenital bleeding disorders undergoing surgery". Cochrane Database of Systematic Reviews (به انگلیسی) (2): CD009961. doi:10.1002/14651858.cd009961.pub2. PMID 25922858.
- Kellogg, TF (November 1974). "Steroid balance and tissue cholesterol accumulation in germfree and conventional rats fed diets containing saturated and polyunsaturated fats". Journal of Lipid Research. 15 (6): 574–9. ISSN 0253-0716. PMID 4430880.
- Armstrong, Elina; Hillarp, Andreas (2014). "Assay discrepancy in mild haemophilia A". European Journal of Haematology. Supplementum. 76: 48–50. doi:10.1111/ejh.12374. ISSN 0902-4506. PMID 24957107.